# Zuiyo
Zuiyo (瑞鷹株式会社?, ZUIYO Co., Ltd., oppure: ズイヨー Zuiyō) è una casa di produzione ed ex studio di animazione giapponese specializzata nel campo dell'animazione, fondata nell'aprile 1969.
È famosa soprattutto per la realizzazione di serie anime tratte da opere di letteratura occidentale come Heidi e Vicky il vichingo.

## Storia

### Zuiyo Enterprise e Zuiyo Eizo (1969-1975)
Lo studio venne fondato con il nome di Zuiyo Enterprise (瑞鷹エンタープライズ Zuiyō Entāpuraizu) nel 1969 da Shigeto Takahashi, ex manager della TCJ. L'azienda produsse in particolare serie animate per il contenitore Calpis Comic Theater (Karupisu manga gekijō), noto in seguito come World Masterpiece Theater, in onda su Fuji TV. Si trattava di serie tratte da opere di letteratura per ragazzi come Moomin e Le fiabe di Andersen. Le animazioni di questi primi prodotti erano subappaltate ad altri studi quali Mushi Production e Tokyo Movie Shinsha, mentre Zuiyo si occupava principalmente della progettazione dell'opera.  
Tra il 1972 e il 1973, Zuiyo Enterprise cambiò nome in Zuiyo Eizo (ズイヨー映像 Zuiyō Eizō) in seguito ad un cambio di sede. Tuttavia, lo studio continuerà ad essere accreditato come Zuiyo Enterprise in alcune edizioni estere delle sue opere. In questo periodo Zuiyo inizia a lavorare alla sua prima produzione indipendente tratta dal romanzo Heidi di Johanna Spyri, un progetto ambizioso al quale parteciparono anche Isao Takahata e Hayao Miyazaki. Già nel 1967 Takahashi aveva prodotto con la TCJ un breve pilota per un'ipotetica serie tratta dal romanzo della Spyri, ma l'idea era rimasta accantonata per alcuni anni. Contemporaneamente Zuiyo lavora anche a Vicky il vichingo, una coproduzione tedesca con le reti ZDF e ORF, basata sull'omonima serie di libri di Runer Jonsson. Nel 1974 Heidi e Vicky il vichingo debuttarono in Giappone e in breve tempo le serie si rivelarono un enorme successo non solo in patria ma anche in Europa. Ciononostante la Zuiyo Eizo si ritrovò in difficoltà finanziarie a causa degli alti costi di produzione delle sue serie, non sufficientemente ripagati dalla cessione dei diritti. Così, nel 1975 la Zuiyo Eizo si scisse in due entità: la Zuiyo Co., Ltd., che assorbì i debiti della precedente società, e la Nippon Animation, nella quale confluì lo staff di produzione della Zuiyo Eizo (inclusi Miyazaki e Takahata), che continuò a portare avanti il franchise del World Masterpiece Theater, mantenendo i diritti di altre serie a cui lo studio stava lavorando, come Il fedele Patrash e L'ape Maia.

### Zuiyo
Da qui in poi la Zuiyo si occupò prevalentemente della distribuzione e commercializzazione delle sue precedenti creazioni, dedicandosi solo occasionalmente alla produzione di nuovi anime. 
Tra il 1979 e il 1983 lo studio tornò momentaneamente a chiamarsi Zuiyo Enterprise. Nel 1979 lo studio realizzò un film di montaggio cinematografico di un'ora e mezza tratto dagli episodi di Heidi. Tra gli anni 80 e i primi anni 90, Zuiyo produsse in collaborazione con altri studi alcune serie animate come Rosaura (1983), Alla scoperta di Babbo Natale (1984-85), Yousei Dikku (1992) e gli OAV Fox Wood Monogatari (1991-92).
Negli anni 2000 lo studio ha partecipato alla produzione di serie e cortometraggi d'animazione sperimentali in CGI come Popee the Performer, RAHMAN e Elec-king The Animation.  
Tra il 2010 e il 2017 Zuiyo ha prodotto anche una serie di cortometraggi parodistici in cui i personaggi di Heidi appaiono in chiave comico-demenziale: Tei nenpi shōjo Haiji (2010), 13 spot pubblicitari destinati allo streaming per promuovere un nuovo modello di Nissan Note; e Arupusu no Shōjo Haiji? Chara Onji (2016) e Arupusu no Shōjo Haiji? Chara Onji Z (2017) una serie di brevi cortometraggi con protagonista il nonno di Heidi.

## Lista delle produzioni animate
| Anno    | Titolo originale                     | Titolo italiano               | Titolo inglese                    | Episodi          | Note |
| ------- | ------------------------------------ | ----------------------------- | --------------------------------- | ---------------- | --- |
| 1969    | Ninpū Kamui Gaiden                   | L'invincibile Ninja Kamui     | The Chronicles of Kamui the Ninja | 26               | Coprodotto con TCJ |
| 1969-70 | Mūmin                                |                               | Moomin                            | 65               | Coprodotto con Tokyo Movie Shinsha e Mushi Production                                                                                    |
| 1971    | Anderusen Monogatari                 | Le fiabe di Andersen          | Andersen Stories                  | 52               | Coprodotto con Mushi Production |
| 1972    | Shin Mūmin                           |                               | New Moomin                        | 52               | Coprodotto con Mushi Production |
| 1973    | Wansa-kun                            |                               | Little Wansa                      | 26               | Coprodotto con Mushi Production |
| 1973    | Yama Nezumi Rokkī Chakku             | Le favole della foresta       | Fables of the Green Forest        | 52               | Coprodotto con Mushi Production |
| 1974    | Arupusu no Shōjo Haiji               | Heidi                         | Heidi, Girl of the Alps           | 52               | |
| 1974-75 | Chiisana Viking Vikke                | Vicky il vichingo             | Vicky the Viking                  | 78 (27-52)       | Coprodotto con ZDF, ORF, Taurus Film, Mushi Production (ep. 1-26) e completato da Nippon Animation (ep. 53-78), ma di proprietà di Zuiyo |
| 1975    | Furandasu no inu                     | Il fedele Patrash             | A Dog of Flanders                 | 52 (1-20, 24-26) | Di proprietà della Nippon Animation |
| 1975-76 | Mitsubachi Maya no bōken             | L'ape Maia                    | Maya the Honey Bee                | 52 (1-6)         | Di proprietà della Nippon Animation |
| 1979    | Arupusu no Shōjo Haiji               | Heidi                         | Heidi, Girl of the Alps           | Film             | Film di montaggio riassuntivo |
| 1983    | Pyuatō no Nakama-tachi               | Rosaura                       | Serendipity the Pink Dragon       | 26               | Coprodotto con Dragon Production, SHAFT, Studio Unicorn e Tama Production                                                                |
| 1984-85 | Mori no Tonto Tachi                  | Alla scoperta di Babbo Natale | Elves of the Forest               | 23               | Coprodotto con SHAFT |
| 1991-92 | Fokkus uuddo monogatari              |                               | Fox Wood Tales                    | 3                | Coprodotto con Grouper Productions, Marubeni e Nippon Columbia                                                                           |
| 1992    | Yōsei Dikku                          |                               | Fairy Dick                        | 26               | Coprodotto con Grouper Productions e Marubeni                                                                                            |
| 2000-01 | Popī za pafōmā                       |                               | Popee the Performer               | 39               | Coprodotto con Kids Station e Nippon Columbia                                                                                            |
| 2004    | MUSHIOTOKO                           |                               |                                   |                  | |
| 2005    | RAHMAN                               |                               |                                   |                  | |
| 2007    | Hyōgo no ojisan                      |                               |                                   |                  | |
| 2007    | Elec-king The Animation              |                               |                                   | 13               | |
| 2010    | Tei nenpi shōjo Haiji                |                               |                                   | 7                | Coprodotto con Studio Crocodile |
| 2016    | Arupusu no Shōjo Haiji? Chara Onji   |                               |                                   | 5                | |
| 2017    | Arupusu no Shōjo Haiji? Chara Onji Z |                               |                                   | 36               | |